# Emil Torday
Emil Torday (właściwie Emil Böhm) (ur. 22 czerwca 1875 w Budapeszcie, zm. 9 maja 1931 w Londynie) – wybitny węgierski antropolog, etnolog i afrykanista. Znał 14 lokalnych języków afrykańskich. Jego specjalnością były ludy Kuba (Bakuba) i Luba (Baluba). Zaangażowany w działalność International African Institute, Royal Anthropological Institute, i Save the Children International.
Urodził się w Budapeszcie, jako środkowy z trzech synów Lajosa Böhma (urzędnika ubezpieczeniowego) i Erzsébet Mannheimer, pochodzących z Csáktornya (dzisiejsza Chorwacja). Nazwisko Tordai otrzymali na mocy dekretu austro-węgierskiego ministerstwa spraw wewnętrznych w 1890 roku. Nie wiadomo skąd i kiedy zmieniono pisownię końcowego i na y. 
Studiował na Uniwersytecie Monachijskim (biografowie węgierscy nie potwierdzają tego), ale nie ukończył go - podjął pracę w Banku Brukselskim.
Pracę w Afryce zaczął od stanowiska urzędniczego nad jeziorem Mweru, w Wolnym Państwie Kongo. Dysponując dużo ilością wolnego czasu, zaczął poznawać kulturę Luba (Baluba) i oddał się swojej pasji lingwistycznej - nauczył się 14 lokalnych języków. Po zakończeniu kontraktu w 1904 roku powrócił do Europy. Wkrótce poznał kuratora British Museum, Thomasa Joyce'a. Znajomość pozwoliła Today'owi na powrót do Afryki w 1907 jako przedstawiciel British Museum, a następnie jeszcze raz, jako pracownik Compagnie du Kasai. W trakcie jednej z wypraw, jesienią 1909, został raniony przez nosorożca.
W trakcie pobytu prowadził badania etnograficzne mieszkańców basenu rzeki Kwilu. Zgromadził kolekcję ponad 3000 przedmiotów (głównie zdjęć i rzeźb), z których ok. 3000 trafiło do British Museum a 391 do Węgierskiego Muzeum Etnograficznego. Jednym z jego osiągnięć było wyznaczenie chronologii władców Kuba (Buszongo) – dzięki wywiadom udało mu się ustalić, że w trakcie panowania 98. z władców miało miejsce zaćmienie Słońca, którego datę określił na 30 marca 1680.
Do Europy wrócił w 1909, aby opublikować wyniki swoich badań. W 1910 otrzymał za nie Cesarski Złoty Medal Nauki i Sztuki. W tym samym roku ożenił się ze Szkotką Gaią Macdonald, a dwa lata później urodziła im się córka.
Wykładał na Węgrzech, w Belgii, Francji. W 1913 wykładał w Filadelfii a następnie rozpoczął praktykę medyczną w Londynie. Po wybuchu I wojny światowej zaangażował się w opiekę nad jeńcami wojennymi.
Zmarł na atak serca w 1931 we French Hospital Shaftesbury Avenue.